# Григорян, Марк Владимирович (журналист)
Марк Влади́мирович Григоря́н (арм. Մարկ Վլադիմիրի Գրիգորյան, 3 мая 1958, Ереван) — армянский и британский журналист. Внук архитектора Марка Григоряна, брат музыковеда Левона Акопяна.

## Биография
В 1980 году, окончив Ереванский государственный университет, поступил на работу в Ереванский научно-исследовательский и проектный институт автоматизированных систем управления городом (ЕрНИПИ АСУГ).
Диссертацию по специальности «Русский язык» защитил в 1989 году в Институте русского языка имени В. В. Виноградова Академии Наук СССР (ныне — РАН)
.
Преподавал в ереванской школе им. Пушкина и университетах (Ереванский государственный университет и университет «Анания Ширакаци»).
В профессиональную журналистику пришел в 1993 году в качестве заместителя редактора газеты «Свобода» в Ереване. В 1995—1996 работал в журнале AIM (Armenian International Magazine).
Сотрудничал со многими изданиями в Армении и за рубежом. Автор и редактор 16 книг, множества научных и журналистских статей. Один из основателей Института Кавказа в Ереване.
22 октября 2002 года пережил покушение на свою жизнь.
Работал на Русской службе BBC в Лондоне, передача «Ранний час». До 26 марта 2011 года вместе с Севой Новгородцевым вёл передачу «Бибисева».
В мае 2004 года руководство азербайджанской компании ANS, транслирующей на территорию Азербайджана передачи BBC World Service, в ультимативной форме заявило что прекратит трансляции BBC, если до 1 июня Марк Григорян не будет отстранён от должности продюсера утренних программ BBC. Претензии руководство ANS мотивировало «очевидными попытками исказить существующие реалии вокруг армяно-азербайджанского конфликта». Ответственный редактор евразийского подразделения BBC Андрей Сологубенко в ответе на ультиматум ANS заявил что Марк Григорян работает в команде с одиннадцатью азербайджанцами и поскольку никаких претензий к нему кроме как то, что он армянин, не предъявлено, то такое решение ANS будет большой ошибкой.
В 2015—2017 годах был автором и ведущим телепрограммы «Незнакомый Ереван» на телеканале ATV. Всего в эфир вышла 71 передача.
12 июня 2017 года назначен исполнительным директором Общественного радио Армении.

## Награды и премии
Зимой 1995 года получил «Хрустальную сову», сборная телезрителей выиграла финал игр, посвящённых 20 — летию «Что? Где? Когда?».
В 2003 году получил журналистскую премию Hellman/Hammett, вручаемую ежегодно в знак «признания храбрости перед лицом политических преследований».

## Публикации
- «Ереван: Биография города» – Москва, Слово/Slovo, 2022, ISBN 978-5-387-01752-0
- «Мой Карабах» – Ереван, изд-во Collage, 2019, ISBN 978-9939-855-77-6
- «Молокане» – Ереван, изд-во Collage, 2018, ISBN 978-9939-855-62-2, совместно с Рубеном Мангасаряном
- «Прикладное религиоведение для журналистов Архивная копия от 11 августа 2011 на Wayback Machine» — Права человека, Москва, 2009 (автор и редактор).
- «Reporting on HIV/AIDS». — London, 2008. (With Sandrine Amiel, Jeanne Lawler, Nora T. Schenkel, and Helen Sewell).
- «Справочник для журналистов работающих в постконфликтных зонах (Северный Кавказ)» — Москва, 2007 (соавтор).
- «Прикладная конфликтология для журналистов Архивная копия от 30 декабря 2010 на Wayback Machine» — Права человека, Москва, 2006 (автор и редактор). Книга переведена на румынский.
- «Пособие по журналистике Архивная копия от 30 декабря 2010 на Wayback Machine» — Права человека, Москва, 2009. Книга переведена на румынский Архивная копия от 7 марта 2016 на Wayback Machine.
- «Президентские выборы. Армения 2003» — Ереван, 2003. (На армянском, русском, английском).
- «The Media Situation in Tajikistan. October 2000 Архивная копия от 16 июля 2010 на Wayback Machine». — CIMERA, Geneva, 2002. (соавтор)
- «Республика Армения. Выборы. 2000» — Ереван, 2000. (автор и редактор, на армянском, русском, английском).
- Vladimir Grigorian. Year 2000. A Diary. — Yerevan, 2002 (редактор и издатель).
- «Polls Apart. Media Coverage of the Parliamentary Elections, Belarus, October 2000 Архивная копия от 9 марта 2016 на Wayback Machine» — London, Institute for War and Peace reporting, 2001 (автор и редактор).
- «Mass Media in Armenia» — Yerevan, 1996. (автор и редактор)
- «Mass Media in Armenia. Evaluations and Self-Evaluations» — Yerevan, 1997. (автор и редактор)
- «Elections. Guide for Journalists» — Yerevan, 1999. (автор и редактор)
- «Monitoring the Media Coverage of the May 1999 Parliamentary Elections in Armenia. Final Report. July 1999» — Dusseldorf, European Institute for the Media.
- «Monitoring the Media Coverage of the March 1998 Presidential Elections in Armenia. Final Report. July 1998» — Dusseldorf, European Institute for the Media.
- «Monitoring the Media Coverage of the 1996 Armenian Presidential Elections. Final Report. 20 January 1997» — Dusseldorf, European Institute for the Media.